# Clarity (canción de Zedd)
«Clarity» —en español: «Claridad»— es una canción realizada por el disc jockey y productor ruso Zedd, con la colaboración de la cantante y compositora británica Foxes. Está incluido en el álbum debut de Zedd, Clarity, lanzado en octubre de 2012. La canción fue compuesta por el mismo Zedd, Matthew Koma, Porter Robinson y Skylar Grey. Fue lanzado como sencillo en su versión extendida en noviembre de 2012. Un EP que contiene versiones remixadas fue editada el 12 de febrero de 2013. Alcanzó la ubicación número 8 en el Billboard Hot 100 junto con la 17 en la Canadian Hot 100 y obtuvo la primera ubicación en el Billboard Hot Dance Club Songs, siendo su segundo número uno en dicha lista. En los Estados Unidos llegó a vender 1 200 000 de copias hasta agosto de 2013, con lo que obtuvo el disco de platino. También recibió la misma condición en Canadá y fue certificado doble platino en Australia. En 2014, fue premiado con el Grammy a la mejor grabación dance.
Cuando Zedd escuchó la canción «Youth» interpretada por Foxes, este le habló por Skype y le pidió que fuera la vocalista de «Clarity». Luego, ella hizo una investigación en la Wikipedia sobre Zedd, y decidió aceptar la propuesta.

## Video musical
El video musical fue dirigido por Jodeb. Fue protagonizada por la vocalista de la canción Foxes y el actor y modelo AJ English, quien también apareció en el video musical de «Bounce» para Calvin Harris. El vídeo incluye alucinantes imágenes mezcladas con una historia amorosa entre Foxes y AJ English. Fue rodada en una zona desértica de California conocida como las dunas de Dumont y en la ciudad de Los Ángeles.

## Lista de canciones
| Descarga digital |                          |          |  |
| N.º              | Título                   | Duración |  |
| 1.               | «Clarity» (Extended Mix) | 5:43     |  |

| Estados Unidos — Descarga digital (EP Remixes) |                                |          |  |
| N.º                                            | Título                         | Duración |  |
| 1.                                             | «Clarity» (Zedd Union Mix)     | 3:27     |  |
| 2.                                             | «Clarity» (Tiësto Remix)       | 5:54     |  |
| 3.                                             | «Clarity» (Style of Eye Remix) | 6:37     |  |
| 4.                                             | «Clarity» (Brillz Remix)       | 5:57     |  |

| Clarity (Remixes) |                                    |          |  |
| N.º               | Título                             | Duración |  |
| 1.                | «Clarity» (Style of Eye Remix)     | 6:35     |  |
| 2.                | «Clarity» (Headhunterz Remix)      | 4:30     |  |
| 3.                | «Clarity» (Tiësto Remix)           | 5:54     |  |
| 4.                | «Clarity» (Funkagenda Remix)       | 7:30     |  |
| 5.                | «Clarity» (Torro Torro Remix)      | 4:33     |  |
| 6.                | «Clarity» (Roy RosenfelD Remix)    | 7:44     |  |
| 7.                | «Clarity» (Felix Cartal Remix)     | 5:14     |  |
| 8.                | «Clarity» (Nick Thayer Remix)      | 4:50     |  |
| 9.                | «Clarity» (Shreddie Mercury Remix) | 6:07     |  |
| 10.               | «Clarity» (Swanky Tunes Remix)     | 5:09     |  |

## Posicionamiento en listas y certificaciones
| Lista (2013–14)                             | Mejor posición |
| ------------------------------------------- | -------------- |
| Alemania (Media Control AG)                 | 94             |
| Australia (ARIA)                            | 13             |
| Brasil (Hot 100 Airplay)                    | 51             |
| Canadá (Canadian Hot 100)                   | 17             |
| Bélgica (Flandes) (Ultratop 50)             | 38             |
| Bélgica (Valonia) (Ultratip Bubbling Under) | 11             |
| Escocia (The Official Charts Company)       | 22             |
| Eslovaquia (Radio Top 100 Chart)            | 66             |
| España (Máxima 51 Chart)                    | 1              |
| Estados Unidos (Billboard Hot 100)          | 8              |
| Estados Unidos (Pop Songs)                  | 2              |
| Estados Unidos (Adult Pop Songs)            | 16             |
| Estados Unidos (Hot Dance Club Songs)       | 1              |
| Estados Unidos (Dance/Electronic Songs)     | 2              |
| Irlanda (IRMA)                              | 39             |
| Italia (FIMI Chart)                         | 68             |
| México (Billboard Inglés Airplay)           | 15             |
| Nueva Zelanda (Recorded Music NZ)           | 13             |
| Países Bajos (Mega Single Top 100)          | 81             |
| Reino Unido (UK Singles Chart)              | 27             |
| Reino Unido (UK Dance Chart)                | 6              |
| República Checa (Radio Top 100 Chart)       | 38             |

| País           | Lista (2013)                | Posición |
| -------------- | --------------------------- | -------- |
| Australia      | ARIA Singles Chart          | 57       |
| Canadá         | Canadian Hot 100            | 49       |
| Estados Unidos | Billboard Hot 100           | 24       |
| Estados Unidos | Pop Songs                   | 5        |
| Estados Unidos | Hot Dance Club Songs        | 7        |
| Reino Unido    | The Official Charts Company | 180      |

| País           | Organismo certificador | Certificación | Ventas  | Ref.   |
| -------------- | ---------------------- | ------------- | ------- | ------ |
| Australia      | ARIA                   | 2× Platino    | 140 000 | [ 37 ] |
| Canadá         | Music Canada           | Platino       | 80 000  | [ 38 ] |
| Estados Unidos | RIAA                   | Platino       | 1 000   | [ 39 ] |
| Italia         | FIMI                   | Oro           | 50 000  | [ 40 ] |
| México         | AMPROFON               | Oro           | 30 000  | [ 41 ] |
| Nueva Zelanda  | RIANZ                  | Oro           | 7 500   | [ 42 ] |
| Reino Unido    | BPI                    | Plata         | 200 000 | [ 43 ] |

## Sucesión en listas
| Predecesor: «Catch My Breath» de Kelly Clarkson | Hot Dance Club Songs — Sencillo Nro 1 23 de febrero de 2013 — 2 de marzo de 2013 | Sucesor: «We Are Young» de Vassy |

## Historial de lanzamientos
| País           | Fecha                   | Formato                       | Discográfica       |
| -------------- | ----------------------- | ----------------------------- | ------------------ |
| Estados Unidos | 12 de noviembre de 2012 | Descarga digital              | Interscope Records |
| Estados Unidos | 12 de febrero de 2013   | Descarga digital (EP Remixes) | Interscope Records |
| Reino Unido    | 18 de febrero de 2013   | Descarga digital (EP Remixes) | Interscope Records |